# Kanata—Carleton
Pour la circonscription provinciale, voir Kanata—Carleton (circonscription provinciale).
Pour les articles homonymes, voir Carleton.
Circonscription électorale fédérale du Canada
Kanata—Carleton est une ancienne circonscription électorale fédérale en Ontario.

## Géographie
La circonscription consistait en une partie de la ville d'Ottawa, dont le quartier de Kanata.
Les circonscriptions limitrophes étaient Ottawa-Ouest—Nepean, Nepean, Carleton, Lanark—Frontenac—Kingston et Renfrew—Nipissing—Pembroke.

## Historique
À la suite du redécoupage de la carte électorale de 2022-2023, la circonscription est abolie dans Carleton et Kanata.  

## Députés
| Législature                                                                                    | Années    | Député          | Parti | Parti   |
| ---------------------------------------------------------------------------------------------- | --------- | --------------- | ----- | ------- |
| Kanata—Carleton issue d'une partie de Carleton—Mississippi Mills et Nepean—Carleton avant 2015 |           |                 |       |         |
| 42e                                                                                            | 2015–2019 | Karen McCrimmon |       | Libéral |
| 43e                                                                                            | 2019–2021 | Karen McCrimmon |       | Libéral |
| 44e                                                                                            | 2021–2025 | Jenna Sudds     |       | Libéral |
| dissoute dans Carleton et Kanata                                                               |           |                 |       |         |